# Struthiopteris germanica
Struthiopteris germanica là một loài dương xỉ trong họ Blechnaceae. Loài này được Willd. mô tả khoa học đầu tiên năm 1809.
Danh pháp khoa học của loài này chưa được làm sáng tỏ. 